# 쑹장신청역

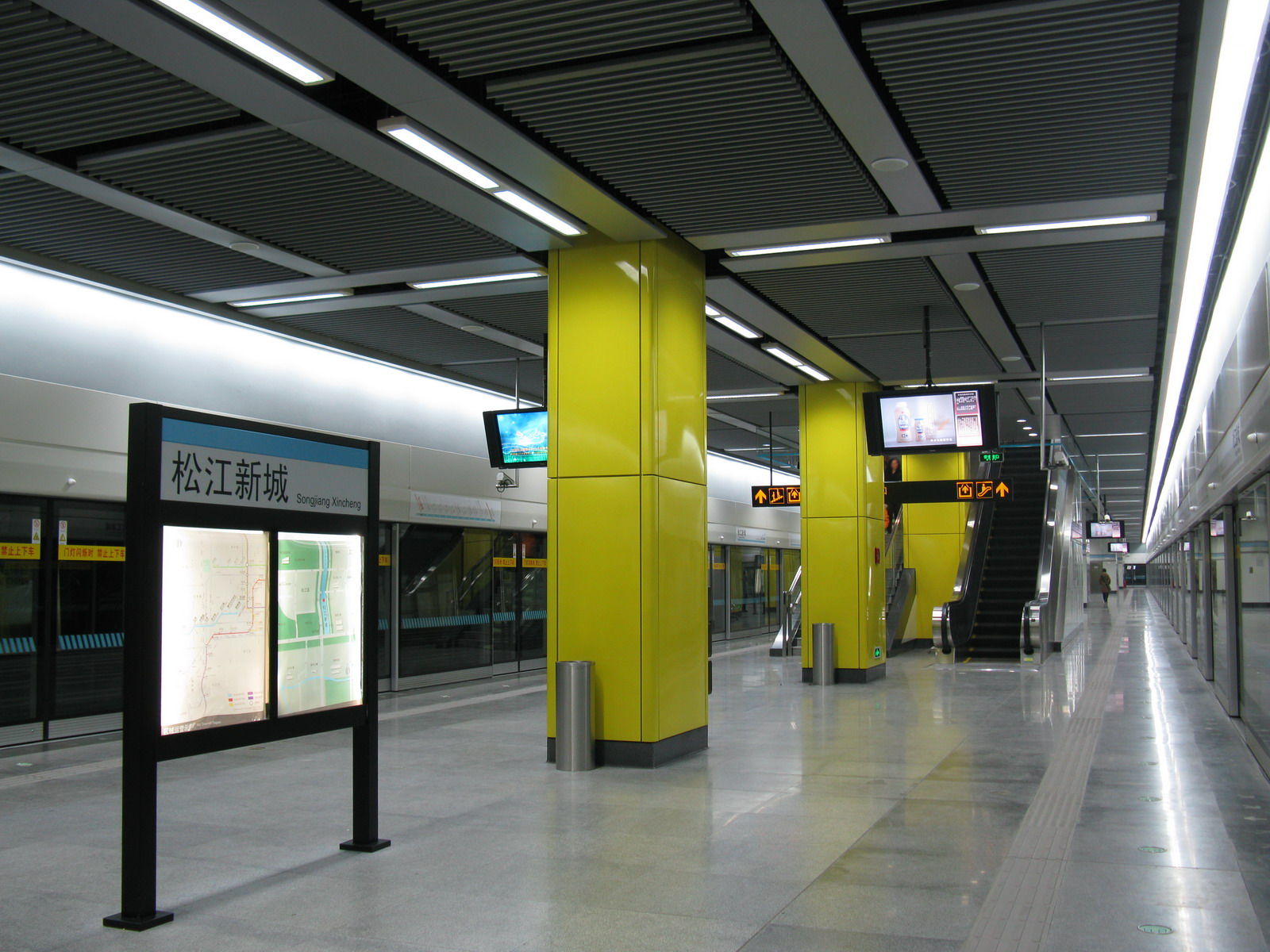

송장신청 역(중국어: 松江新城站,영어: Songjiang Newcity)은 상하이 송장 구를 관통하는 지하철 9호선 역이다. 역사는 섬식으로 1면 2선 지하철역사이다.

## 역사
- 2007년 12월 29일 9호선 개통

## 지하철
- 9호선
  - 송장신청 역(松江新城駅) - 송장대학청 역(松江大学城駅)

## 같이 보기
- 상하이 지하철
- 상하이 지하철 9호선